# La Monte Young
La Monte Young (Bern (Idaho), 14 oktober 1935) is een Amerikaans componist en musicus. Hij wordt naast Philip Glass, Steve Reich en Terry Riley gezien als een van de belangrijkste componisten van de minimal music in de Verenigde Staten.

## Biografie
Young werd geboren in een Mormoonse familie, studeerde van 1951 tot 1954 klarinet, saxofoon en compositie aan de Universiteit van Californië - Los Angeles (UCLA) en van 1958 tot 1960 aan de Universiteit van Californië - Berkeley. 
In 1959 nam hij deel aan een workshop in Darmstadt (Darmstädter Ferienkurse) onder leiding van Karlheinz Stockhausen en leerde daar het werk van John Cage kennen. Hij ook werd sterk beïnvloed door de klassieke Indische muziek en de Japanse Gagaku-muziek en was in de jaren 60 lid van de Fluxus-beweging. In deze tijd ontstonden vele composities die nu tot de minimal music gerekend worden en die bestonden uit uiterst lang aangehouden tonen en 'eindeloze' herhalingen in stukken die zich over een extreem lange tijdsduur uitstrekten. Bijvoorbeeld: Composition 1960 #7 bestaat uit slechts twee noten met de aanwijzing dat zij lang aangehouden moesten worden (»to be held for a long time«). 
Sinds de jaren 60 werkt Young aan een serie composities onder de noemer The Well-Tuned Piano. Hierin wordt zijn tweede hoofdmotief duidelijk, die bestaat uit het op mathematische wijze componeren van pure samenklanken, die eveneens over lange tijdsduur gespeeld worden. 
La Monte Young is sinds 1963 getrouwd met de lichtkunstenares Marian Zazeela en zij werkten sindsdien gezamenlijk aan vele audiovisuele producties met een onmiskenbaar psychedelische inslag. Hun werk was van invloed op vele navolgers zoals onder anderen John Cale, die begin jaren 60 in Youngs' ensemble Dream Syndicate met hem samenwerkte en Lou Reed, die schertsend "Lamont Young" noemt als medewerker op de hoes van zijn dubbelalbum Metal Machine Music.
Young heeft zich vroeg verdiept in dodecafonie, (twaalftoontechniek) en in zijn werk speelt verder de drone een grote rol. 
Young werkte samen met onder anderen George Maciunas (zij publiceerden een gezamenlijke tekst An Anthology), met Yoko Ono, die een aantal concerten in haar appartement organiseerde en met de Nederlandse Fluxus-man Willem de Ridder, die in Venetië optrad als performer in een concert van La Monte Young, dat bestond uit een aantal artiesten op een podium die met hun stoelen heen en weer schoven. Anderen met wie hij werkte zijn Jon Hassell, Tony Conrad, Angus Maclise, Rhys Chatham, Michael Harrison, Henry Flynt, Charles Curtis en Catherine Christer Hennix. 
Zijn composities, die vaak als een soort korte haiku genoteerd werden, waren niet op de eerste plaats provocatief bedoeld maar eerder om een bijzondere ervaring zoals een droom of een trance op te roepen. Samen met zijn vrouw Marian Zazeela werkte hij aan meerdere semi-permanente installaties die Dreamhouses genoemd werden. Een van de doelstellingen van Young is te komen tot een nooit eindigend concert, waar voortdurend muziek klinkt en waar bezoekers en muzikanten kunnen komen en gaan zoals het hen past.
Soms zijn niet alleen de werken van lange duur, maar hebben ze ook bijzonder lange titels zoals: The Tortoise Recalling the Drone of the Holy Numbers as they were Revealed in the Dreams of the Whirlwind and the Obsidian Gong, Illuminated by the Sawmill, the Green Sawtooth Ocelot and the High-Tension Line Stepdown Transformer.

## Composities
- «Trio for strings» (1958)
- «The Four Dreams of China» (slechts vier grondtonen (G, C, +C#, D), met als laatste deel: «The Second Dream of the High-Tension Line Stepdown Transformer» (voor trompetten met harmony mutes) (ca. 1960)
- «Composition 1960 #7» (1959/60)
- «566 for Henry Flint» (1960)
- «The Well-Tuned Piano» (sinds 1964 permanent in ontwikkeling)
- en vele environments en happenings in samenwerking met Marian Zazeela.

## Discografie
- Inside the Dream Syndicate, Volume One: Day of Niagara met John Cale, Tony Conrad, Marian Zazeela, en Angus Maclise [opgenomen in 1965] (niet officieel)
- 31 VII 69 10:26 - 10:49 PM Munich from Map of 49's Dream The Two Systems of Eleven Sets of Galactic Intervals Ornamental Lightyears Tracery; 23 VIII 64 2:50:45-3:11 AM the volga delta from Studies in The Bowed Disc [a.k.a. The Black Record] (Edition X, Duitsland, 1969)
- 78'17" 13 I 73 5:35-6:14:03 PM NYC; Drift Study 14 VII 73 9:27:27-10:06:41 PM NYC from Map of 49's Dream The Two Systems of Eleven Sets of Galactic Intervals Ornamental Lightyears Tracery (Shandar, 1974)
- The Well Tuned Piano 81 X 25 (Gramavision, 1988)
- 90 XII C. 9:35-10:52 PM NYC, The Melodic Version (1984) of The Second Dream of the High-Tension Line Stepdown Transformer From the Four Dreams of China (Gramavision, 1991)
- Just Stompin': Live at The Kitchen (Gramavision, 1993)